# Severina

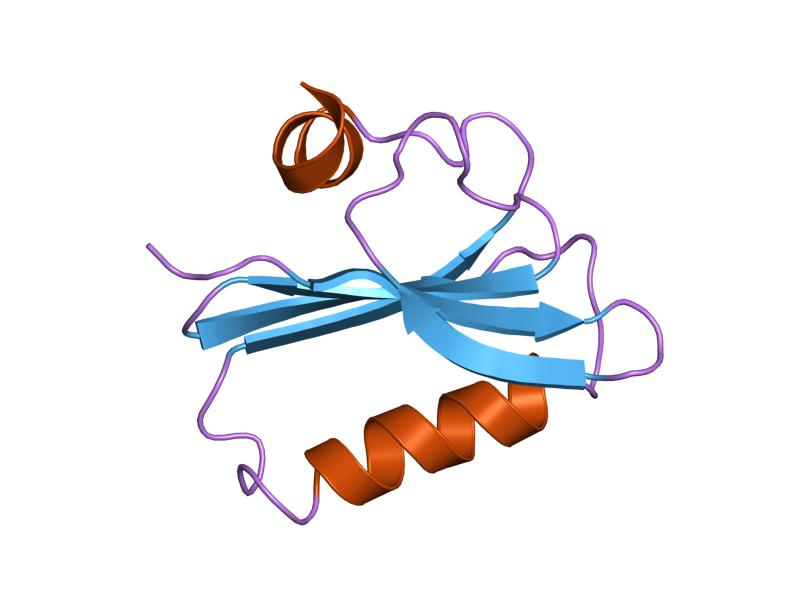
Estructura de la proteína severina.

Severina es una proteína de unión a actina capaz de cortar los filamentos de actina de forma dependiente de calcio, quedando tras esta actividad unida a un extremo del microfilamento. De hecho, la adición exógena de esta molécula a soluciones que contienen actina in vitro ocasiona el total desensamblaje de ésta debido a la formación de complejos de gran afinidad severina-actina. Disruptores de la dinámica de actina como la tropomiosina, faloidina y citocalasina B no afectan a su capacidad de unión a la actina; no obstante, el subfragmento 1 de la miosina sí que lo hace. La severina es también capaz de unir actina G, es decir, el monómero constituyente de los filamentos de actina.